# 龟峰摩崖石刻
28°18′56″N 117°23′52″E / 28.31556°N 117.39778°E
龟峰摩崖石刻位于中国江西省弋阳县圭峰镇龟峰，已被列为江西省文物保护单位。
龟峰摩崖石刻共计200余条，时代最早的有唐代礼部尚书李益在展旗峰石壁上的“佛”字。现代的有原江西省长邵式平游览弋阳龟峰的题诗。